# 강성일 (축구 선수)
강성일(한국 한자: 姜成一, 1979년 6월 4일 ~ )은 대한민국의 축구 선수이며 포지션은 골키퍼이다.

## 클럽 경력
대전 한국수력원자력 소속으로 리그에서만 100경기 이상 뛰었으며, 2008년에는 내셔널축구선수권대회 결승전 승부차기에서 무려 3번의 선방을 통해 대전의 첫 우승을 이끌어냈고 경기 MVP와 대회 MVP 및 최우수 골키퍼상까지 수상하는 영애를 안았다.

## 수상 내역

### 대회 기록
대전 한국수력원자력 축구단 (2007 ~ 2011)
- 내셔널축구선수권대회 ● 우승: 2008

### 개인
- 내셔널축구선수권대회 최우수선수상: 2008
- 내셔널축구선수권대회 최우수 골키퍼상: 2008